# パット・デイ
パトリック・アラン・'パット'・デイ（Patrick Alan 'Pat' Day、1953年10月13日 - ）は、アメリカ合衆国の騎手である。

## 略歴
コロラド州ブラッシュ出身。アメリカ三冠競走は9勝。1992年のケンタッキーダービーではリルイーティーに騎乗し、同競走史上最大の番狂わせで優勝した。ブリーダーズカップは通算12勝。ダンススマートリーで1991年のカナダ三冠競走とブリーダーズカップ・ディスタフを勝利した。チャーチルダウンズ競馬場とキーンランド競馬場では毎年リーディングジョッキーに輝いた。
1989年にはアーリントンパーク競馬場で、「同一の競馬場」での記録としては北米新となる1日8勝をマークした。（なお、1日に2つの競馬場での掛け持ち騎乗が認められている欧米では、1987年にクリス・アントレーがアケダクト競馬場とメドウランズ競馬場で1日に14戦して9勝を挙げている）
日本ではワールドスーパージョッキーズシリーズに5度出場（1987年、1990年、1991年、1992年、1997年）するなど度々来日。特に1994年のジャパンカップではパラダイスクリークに騎乗し、南井克巳騎乗のマーベラスクラウンとハナ差の接戦を繰り広げるなど、勝利こそ挙げられなかったものの活躍を見せた。JRA通算33戦0勝（2着6回）。
エクリプス賞最優秀騎手賞を4回受賞。1985年にはジョージ・ウルフ記念騎手賞を受賞。1991年にはアメリカ競馬殿堂入りを果たしている。
騎手当初は薬物とアルコール中毒に悩んだが、その後新生クリスチャンとなり、現在は「アメリカ競馬場内礼拝所」（Race Track Chaplaincy of America）の競馬部門代表となっている。
32年間の騎乗で通算40,298戦8,803勝、獲得賞金は2億9800万ドルで国内1位の記録である。2005年8月3日に引退を発表。現在はケンタッキー州ルイビル郊外のクレストウッド在住。

## 騎乗馬
- ワイルドアゲイン
- レディーズシークレット
- シアトリカル
- イージーゴア
- アンブライドルド
- ダンススマートリー
- タバスコキャット
- フェイヴァリットトリック
- オーサムアゲイン
- ウイズアンティシペイション